# 胃宿增二
三角座12，又名BD+29 417，HD 15257、SAO 75382、HR 717，是三角座的一颗恒星，视星等为5.29，位于銀經146.86，銀緯-28.67，其B1900.0坐标为赤經2h 22m 18s，赤緯+29° -28.67′ 23″。